# 樋口龍之介
樋口 龍之介（ひぐち りゅうのすけ、1994年7月4日 - ）は、神奈川県横浜市出身の野球選手（内野手）。右投右打で、プロ野球2球団（新潟アルビレックスBCと北海道日本ハムファイターズ）でのプレーを経て、2023年からクラブチームの全府中野球倶楽部にコーチ兼任で在籍している。

## 経歴

### プロ入り前
横浜市立旭小学校在籍時、1年生で「別所ベアーズ」にて野球を始め、6年生時には横浜ベイスターズジュニアのメンバーとしてENEOS CUP 2006に出場。横浜市立寺尾中学校では「中本牧リトルシニア」に在籍して全国大会に3度出場した。
中学卒業後に横浜高校へ進学。硬式野球部で渡辺元智の指導を受けた。1年秋から二塁手として試合に出場し、2年生春夏、3年生春の3度甲子園大会に出場。2年生夏と3年生春は5番・二塁手、3年生夏は3番・二塁手として活躍した。高校時代の同学年には柳裕也、田原啓吾、1学年上には近藤健介、乙坂智がおり、乙坂とはリトルシニア時代もチームメイトだった。
卒業後、立正大学へ進学。しかし、ここでは打棒が振るわずにレギュラーの座を掴めず、樋口本人曰く「ギリギリベンチには入れてもらっていました」といった状況だった。東都大学野球2部リーグで通算36試合に出場し、打率.273の成績だった。プロ志望届を提出するも指名からは漏れた。大学時代の同級生に黒木優太、神戸文也がいる。

### BCリーグ・新潟時代
大学卒業後はトライアウト免除の特別合格選手としてベースボール・チャレンジ・リーグの新潟アルビレックス・ベースボール・クラブに入団。新潟での背番号56は、立正大学硬式野球部コーチ・青木智史が同球団で着用した背番号と同じだった。
1年目と2年目は読売ジャイアンツ三軍と対戦するBCリーグ選抜メンバーに選出されなかったが、ウエイトトレーニングを積んで臨んだ3年目（2019年）は打撃好調で選抜メンバー入り。9月19日に開催されたその巨人三軍との交流戦では、横川凱から先制3点本塁打を放つなど長打力を披露した。最終的に3年目のシーズンは不動の4番として打率.354、19本塁打、69打点の好成績を収める。打率はリーグ4位、本塁打はリーグ2位、打点はリーグ3位で、本塁打と打点については日本人選手では最多だった。後期リーグの野手部門MVPや二塁手としてベストナインにも選出された。
新潟でのキャリアハイの成績を残したことで、北海道日本ハムファイターズのスカウトでBCリーグを担当する多田野数人は「昨年よりも成長した」と樋口を評価。2019年の育成ドラフトで、その日本ハムから2巡目指名を受け入団した。背番号は112。新潟からは長谷川凌汰も育成3巡目で指名されて入団した。

### 日本ハム時代
2020年は入団1年目にしてイースタン・リーグでクリーンナップを任される。6月21日の対巨人戦で今村信貴から場外本塁打を放ち、これがNPB公式戦初の本塁打になるはずだったが打った直後に降雨ノーゲームとなり、“幻のアーチ”となってしまった。6月から7月にかけては18試合に出場し、うち10試合でマルチ安打を記録。リーグトップの打率.419、ともに2位タイの5本塁打、14打点の好成績を残し、6、7月度スカパー!ファーム月間MVP賞を受賞。以降も打撃好調で、9月1日の対西武戦（CAR3219フィールド）では、浜屋将太から場外本塁打を放ち、リーグ2桁本塁打一番乗りとなった。9月21日時点で打率.347、12本塁打、出塁率.446と3部門でリーグトップの成績を挙げ、翌日の二軍公式戦に出場中、支配下登録の公示がなされた。背番号は93に変更された。日本ハムにおいて、育成選手として入団した選手が支配下登録されるのは樋口が初めてである。早速23日に一軍昇格し、同日の対埼玉西武ライオンズ戦（メットライフドーム）で7番・三塁手として先発出場。6回に宮川哲から右翼前への一軍初安打を記録するなど、4打席1安打3出塁とスタメン起用に応えた。10月25日の対東北楽天ゴールデンイーグルス戦（楽天生命パーク宮城）戦の3回の第1打席で、瀧中瞭太から右翼方向への本塁打性の当たりを放ち、フェンスを越えていたはずの打球だったが、右翼手の田中和基の好捕に阻まれ、一軍初本塁打とはならなかった。しかし、同試合の9回の第4打席で今度は近藤弘樹から左翼方向への本塁打を記録。“打ち直し”の一軍初本塁打となった。最終的に一軍での本塁打はこの1本のみで、シーズン打率も僅か.140と振るわなかった。秋の教育リーグであるみやざきフェニックス・リーグでは、チームメイトの海老原一佳らと同数の4本塁打を放ち、参加選手中トップの本数だった。
2021年の春季キャンプで初の一軍メンバーに組み分けされ、そのまま初の開幕一軍メンバー入り。4月16日の対楽天戦（東京ドーム）に代打で出場した際、松井裕樹から左膝に死球を受け、担架で運ばれて退場。軽傷ではあったが、翌日、一軍登録を抹消された。5月7日、感染拡大防止特例2021の代替選手として一軍再昇格したのち、25日に抹消された。一軍成績は打率.212と前年よりやや改善したものの低打率で本塁打もなく、二軍では47試合の出場で4本塁打、10打点、打率.231と低調な成績に終わり、11月2日、球団より翌年の支配下選手契約を結ばない旨が通告され、再度、育成選手契約を打診された。12月9日、育成選手として再契約した。
2022年には、イースタン・リーグ公式戦でチーム最多の83試合に出場。チーム2位タイの7本塁打、チームトップの27打点を記録したが、支配下登録への返り咲きには至らず、10月3日に球団から戦力外通告を受けた。

### 日本ハム退団後
2022年11月8日には、NPB他球団での現役続行を視野に12球団合同トライアウトへ参加。他球団から獲得のオファーを受けられなかったものの、後述する経緯で、2023年からは社会人野球の古豪であるクラブチーム・全府中野球倶楽部にコーチ兼任で在籍している。また、同年2月中旬から東京都内の貴金属リサイクル業を主とした会社に勤務している。

## 選手としての特徴
168cmと小柄だが、パワフルな打撃が持ち味で、3方向に本塁打を打てる力がある。日本ハムのスカウト部長・大渕隆からは「和製アルトゥーベ」と、スカウトの伊藤剛からは「小谷野栄一のような中・長距離のスケールの大きな選手になってほしい」と期待を寄せられている。樋口自身、「ほかの人より体が小さいが、ここまでできると見せたい」と意気込みを見せている。
守備は二塁、三塁をこなす万能型で、遊撃の経験もある。
BCリーグ・新潟入団時、体重は67kgしかなかったが、3年目にこれまで取り組んだことがなかったというウエイトトレーニングに励み、肉体改造に成功。巨人三軍との交流戦時、立正大時代を見ているスカウトからは「ごつくなったな」と驚かれており、その後、日本ハム入団時には84kgになっている。2021年開幕時には91kgと更にウエイトを増やし、現役の身長170cm未満のNPB選手15人の中で最も重い。なお、樋口以外の14人は80kg未満であるため、突出した重たさである。
BCリーグ・新潟時代の50mは6秒7、遠投は80m。

## 人物
横浜高校の1年先輩である近藤健介を尊敬しており、「TEAM 徳之島」の一員として近藤らとともに鹿児島県徳之島での自主トレに2018年1月から2年連続で参加していた。近藤から「お手伝い」として誘われて参加したものだったが、自主トレの中でNPB現役選手のレベルを体感したことで、自身もNPB入りを目指すきっかけとなった。近藤と同じ日本ハムに入団が決まった際にも、近藤から激励の言葉を貰っている。また、NPBで対戦したい投手には横浜高校同期の柳裕也を挙げる。
独立リーガーでNPBドラフト指名を受ける選手は20歳前後の素材型の場合が多く、樋口のような大卒3年目、いわゆるオールドルーキーと呼ばれ得る選手が育成指名されることは珍しいケースである。日本ハムスカウトの多田野数人は指名理由について「年齢はいっているが、年々成績も上がっている。なかなか成績を上げることは難しい。裏で努力しているのだろうと思い、これを発揮してもらいたい」と説明している。指名について、樋口は「正直言って25歳は野球をあきらめるラインなので、僕がNPBに行ったことで『もう1年チャレンジしてみようかな』と思う選手が出てきたらうれしいですね」と語る。
生粋のミニマリストであり、日本ハムの勇翔寮に入寮する際、リュックサックを背負っただけの非常に身軽な姿だった。リュックサックにはサンダルと財布しか入れておらず、そもそも手ぶらで行こうとしたところ、家族に止められたという。
ボウリングや卓球が得意で、特に卓球の腕前は「野球をやめようかと思ったこともあった」ほどであるという。
日本ハムのスカウト部長・大渕隆は「キャラクターも体つきも面白い」と樋口を評している。
2021年の春季キャンプ直前、球団スタッフからバリカンを借りて、頭を12mmの丸刈りにした。気合の表れからの坊主頭ではなく、前夜に見たYouTuberの加藤純一が頭を丸める生配信に触発されて「なんとなく」刈ったものであった。
日本ハムから戦力外通告を受けたショックは大きく、本人が後に述懐したところによれば、通告の直後には今後の進路を考える余裕がしばらくなかったという。その一方で、全府中野球倶楽部では、2021年の秋から香坂英典（元・読売ジャイアンツ投手）をコーチに招聘。さらに、NPBでのプレーを経験していた選手を相次いで入部させるなど、戦力の強化を図っていた。香坂は現役を引退してからも読売ジャイアンツ（巨人）の球団職員を長らく務めていて、プロスカウト時代には多田野と接点があった。そこで、樋口の進路が決まっていないことを知るや、多田野を通じて全府中野球倶楽部への入部を打診。樋口から進路の相談を受けていた多田野が、香坂に対して樋口の受け入れを積極的に働き掛けたこともあって、本人は全府中野球倶楽部で現役生活を続けることを決めた。本人は入部に際して、「プレーでチームに貢献するだけにとどまらず、自分の持っているもの（テクニックや経験）をみんなに伝えていきたい」との意向を示したため、チームが加盟する日本野球連盟には「コーチ兼選手」として登録されている。

## 詳細情報

### 年度別打撃成績
| 年 度     | 球 団     | 試 合 | 打 席 | 打 数 | 得 点 | 安 打 | 二 塁 打 | 三 塁 打 | 本 塁 打 | 塁 打 | 打 点 | 盗 塁 | 盗 塁 死 | 犠 打 | 犠 飛 | 四 球 | 敬 遠 | 死 球 | 三 振 | 併 殺 打 | 打 率 | 出 塁 率 | 長 打 率 | O P S |
| --------- | --------- | ----- | ----- | ----- | ----- | ----- | -------- | -------- | -------- | ----- | ----- | ----- | -------- | ----- | ----- | ----- | ----- | ----- | ----- | -------- | ----- | -------- | -------- | ----- |
| 2020      | 日本ハム  | 25    | 64    | 50    | 4     | 7     | 0        | 0        | 1        | 10    | 1     | 0     | 0        | 4     | 0     | 9     | 0     | 1     | 15    | 2        | .140  | .283     | .200     | .483  |
| 2021      | 日本ハム  | 22    | 54    | 52    | 1     | 11    | 3        | 0        | 0        | 14    | 3     | 0     | 0        | 0     | 0     | 0     | 0     | 2     | 19    | 3        | .212  | .241     | .269     | .510  |
| 通算：2年 | 通算：2年 | 47    | 118   | 102   | 5     | 18    | 3        | 0        | 1        | 24    | 4     | 0     | 0        | 4     | 0     | 9     | 0     | 3     | 24    | 5        | .176  | .263     | .235     | .499  |

- 2022年度シーズン終了時

### 年度別守備成績
| 年 度 | 球 団    | 一塁  | 一塁  | 一塁  | 一塁  | 一塁  | 一塁     | 二塁  | 二塁  | 二塁  | 二塁  | 二塁  | 二塁     | 三塁  | 三塁  | 三塁  | 三塁  | 三塁  | 三塁     |
| 年 度 | 球 団    | 試 合 | 刺 殺 | 補 殺 | 失 策 | 併 殺 | 守 備 率 | 試 合 | 刺 殺 | 補 殺 | 失 策 | 併 殺 | 守 備 率 | 試 合 | 刺 殺 | 補 殺 | 失 策 | 併 殺 | 守 備 率 |
| ----- | -------- | ----- | ----- | ----- | ----- | ----- | -------- | ----- | ----- | ----- | ----- | ----- | -------- | ----- | ----- | ----- | ----- | ----- | -------- |
| 2020  | 日本ハム | 1     | 1     | 0     | 0     | 0     | 1.000    | 5     | 3     | 5     | 0     | 1     | 1.000    | 18    | 3     | 17    | 1     | 1     | .952     |
| 2021  | 日本ハム | 8     | 31    | 3     | 0     | 4     | 1.000    | -     | -     | -     | -     | -     | -        | 11    | 4     | 19    | 0     | 3     | 1.000    |
| 通算  | 通算     | 9     | 32    | 3     | 0     | 4     | 1.000    | 5     | 3     | 5     | 0     | 1     | 1.000    | 29    | 7     | 36    | 1     | 4     | .958     |

- 2022年度シーズン終了時

### 記録

#### NPB
初記録
- 初出場・初先発出場：2020年9月23日、対埼玉西武ライオンズ17回戦（メットライフドーム）、7番・三塁手で先発出場
- 初打席：同上、2回表に浜屋将太から四球
- 初安打：同上、6回表に宮川哲から右前安打
- 初本塁打・初打点：2020年10月25日、対東北楽天ゴールデンイーグルス24回戦（楽天生命パーク宮城）、9回表に近藤弘樹から左越ソロ

### 独立リーグでの打撃成績
| 年 度     | 球 団     | 試 合 | 打 席 | 打 数 | 得 点 | 安 打 | 二 塁 打 | 三 塁 打 | 本 塁 打 | 塁 打 | 打 点 | 盗 塁 | 盗 塁 死 | 犠 打 | 犠 飛 | 四 球 | 敬 遠 | 死 球 | 三 振 | 併 殺 打 | 打 率 | 出 塁 率 | 長 打 率 | O P S |
| --------- | --------- | ----- | ----- | ----- | ----- | ----- | -------- | -------- | -------- | ----- | ----- | ----- | -------- | ----- | ----- | ----- | ----- | ----- | ----- | -------- | ----- | -------- | -------- | ----- |
| 2017      | 新潟      | 66    | 260   | 220   | 21    | 59    | 11       | 1        | 2        | 78    | 28    | 1     | -        | 8     | 4     | 19    | -     | 9     | 43    | 9        | .268  | .345     | .355     | .700  |
| 2018      | 新潟      | 52    | 221   | 194   | 36    | 57    | 15       | 0        | 10       | 102   | 46    | 2     | -        | 0     | 1     | 24    | -     | 2     | 34    | 7        | .294  | .376     | .526     | .901  |
| 2019      | 新潟      | 66    | 299   | 243   | 60    | 83    | 12       | 0        | 19       | 155   | 69    | 11    | 1        | 0     | 3     | 43    | -     | 10    | 29    | 7        | .354  | .465     | .638     | 1.103 |
| 通算：3年 | 通算：3年 | 184   | 780   | 657   | 117   | 199   | 38       | 1        | 31       | 335   | 143   | 14    | -        | 8     | 8     | 86    | -     | 21    | 106   | 23       | .303  | .397     | .505     | .902  |

### 背番号
- 56（2017年 - 2019年）
- 112（2020年 - 同年9月21日、2022年）
- 93（2020年9月22日 - 2021年）

### 登場曲
- 『PA'JAMAICA』El Alfa El Jefe（2021年）